# Chicago Bulls 2022-2023
La stagione 2022-23 dei Chicago Bulls è la 57ª stagione della franchigia nella NBA.

## Scelta draft
| Giro | Scelta | Giocatore   | Ruolo | Nazionalità | Università/Squadra |
| ---- | ------ | ----------- | ----- | ----------- | ------------------ |
| 1    | 18     | Dalen Terry | G     | Stati Uniti | Arizona Wildcats   |

## Roster
| \| Pos. \| Num. \| Naz. \| Nome \| Altezza \| Peso \| Data nascita \| Provenienza \| \| ---- \| ---- \| ---------------------------------------------- \| --------------------- \| ------- \| ------ \| ------------ \| ------------------- \| \| P \| 2 \| Stati Uniti (bandiera) \| Ball, Lonzo \| 198 cm \| 86 kg \| 27-10-1997 \| UCLA \| \| C \| 13 \| Stati Uniti (bandiera) \| Bradley, Tony \| 208 cm \| 112 kg \| 01-08-1998 \| North Carolina \| \| P/G \| 6 \| Stati Uniti (bandiera) \| Caruso, Alex \| 193 cm \| 84 kg \| 28-02-1994 \| Texas A&M \| \| G/AP \| 11 \| Stati Uniti (bandiera) \| DeRozan, DeMar \| 198 cm \| 100 kg \| 07-08-1989 \| Southern California \| \| P \| 12 \| Stati Uniti (bandiera) \| Dosunmu, Ayo \| 193 cm \| 91 kg \| 17-01-2000 \| Illinois \| \| P/G \| 7 \| Slovenia (bandiera) \| Dragić, Goran \| 193 cm \| 86 kg \| 06-05-1986 \| Slovenia \| \| C \| 3 \| Stati Uniti (bandiera) \| Drummond, Andre \| 208 cm \| 127 kg \| 10-08-1993 \| Connecticut \| \| G/AP \| 24 \| Stati Uniti (bandiera) · Montenegro (bandiera) \| Green, Javonte \| 196 cm \| 93 kg \| 23-07-1993 \| Radford \| \| AP \| 21 \| Stati Uniti (bandiera) \| Hill, Malcolm (TW) \| 198 cm \| 100 kg \| 26-10-1995 \| Illinois \| \| P \| 22 \| Stati Uniti (bandiera) \| Jones, Carlik (TW) \| 183 cm \| 79 kg \| 23-12-1997 \| Louisville \| \| AP \| 5 \| Stati Uniti (bandiera) \| Jones, Derrick \| 198 cm \| 95 kg \| 15-02-1997 \| UNLV \| \| G \| 8 \| Stati Uniti (bandiera) \| LaVine, Zach \| 196 cm \| 91 kg \| 10-03-1995 \| UCLA \| \| C \| 19 \| Montenegro (bandiera) \| Simonović, Marko (GL) \| 211 cm \| 100 kg \| 15-10-1999 \| Montenegro \| \| G \| 25 \| Stati Uniti (bandiera) \| Terry, Dalen \| 201 cm \| 88 kg \| 12-07-2002 \| Arizona \| \| C \| 9 \| Montenegro (bandiera) \| Vučević, Nikola \| 208 cm \| 118 kg \| 24-10-1990 \| Southern California \| \| P \| 0 \| Stati Uniti (bandiera) \| White, Coby \| 193 cm \| 88 kg \| 16-02-2000 \| North Carolina \| \| AP \| 44 \| Stati Uniti (bandiera) \| Williams, Patrick \| 201 cm \| 98 kg \| 26-08-2001 \| Florida State \| | Allenatore - Billy Donovan Assistente/i - John Bryant - Maurice Cheeks - Damian Cotter - Chris Fleming - Josh Longstaff - Billy Schmidt Legenda - (C) Capitano - (FA) Free agent - (S) Sospeso - (TW) Contratto Two-way - (GL) Assegnato a squadra G League affiliata - (SD) Scelto al Draft - Infortunato Roster • Transazioni · Ultima transazione: 19 gennaio 2023 |                                                |                       |         |        |              |                     |
| Pos. | Num. | Naz.                                           | Nome                  | Altezza | Peso   | Data nascita | Provenienza         |
| P | 2 | Stati Uniti (bandiera)                         | Ball, Lonzo           | 198 cm  | 86 kg  | 27-10-1997   | UCLA                |
| C | 13 | Stati Uniti (bandiera)                         | Bradley, Tony         | 208 cm  | 112 kg | 01-08-1998   | North Carolina      |
| P/G | 6 | Stati Uniti (bandiera)                         | Caruso, Alex          | 193 cm  | 84 kg  | 28-02-1994   | Texas A&M           |
| G/AP | 11 | Stati Uniti (bandiera)                         | DeRozan, DeMar        | 198 cm  | 100 kg | 07-08-1989   | Southern California |
| P | 12 | Stati Uniti (bandiera)                         | Dosunmu, Ayo          | 193 cm  | 91 kg  | 17-01-2000   | Illinois            |
| P/G | 7 | Slovenia (bandiera)                            | Dragić, Goran         | 193 cm  | 86 kg  | 06-05-1986   | Slovenia            |
| C | 3 | Stati Uniti (bandiera)                         | Drummond, Andre       | 208 cm  | 127 kg | 10-08-1993   | Connecticut         |
| G/AP | 24 | Stati Uniti (bandiera) · Montenegro (bandiera) | Green, Javonte        | 196 cm  | 93 kg  | 23-07-1993   | Radford             |
| AP | 21 | Stati Uniti (bandiera)                         | Hill, Malcolm (TW)    | 198 cm  | 100 kg | 26-10-1995   | Illinois            |
| P | 22 | Stati Uniti (bandiera)                         | Jones, Carlik (TW)    | 183 cm  | 79 kg  | 23-12-1997   | Louisville          |
| AP | 5 | Stati Uniti (bandiera)                         | Jones, Derrick        | 198 cm  | 95 kg  | 15-02-1997   | UNLV                |
| G | 8 | Stati Uniti (bandiera)                         | LaVine, Zach          | 196 cm  | 91 kg  | 10-03-1995   | UCLA                |
| C | 19 | Montenegro (bandiera)                          | Simonović, Marko (GL) | 211 cm  | 100 kg | 15-10-1999   | Montenegro          |
| G | 25 | Stati Uniti (bandiera)                         | Terry, Dalen          | 201 cm  | 88 kg  | 12-07-2002   | Arizona             |
| C | 9 | Montenegro (bandiera)                          | Vučević, Nikola       | 208 cm  | 118 kg | 24-10-1990   | Southern California |
| P | 0 | Stati Uniti (bandiera)                         | White, Coby           | 193 cm  | 88 kg  | 16-02-2000   | North Carolina      |
| AP | 44 | Stati Uniti (bandiera)                         | Williams, Patrick     | 201 cm  | 98 kg  | 26-08-2001   | Florida State       |

## Uniformi
| Association |

| Icon |

| Statement |

| City |

## Classifiche

### Central Division
| Central Division        | V  | S  | V%   | PR   | Casa  | Trasf | Div  | PG |
| ----------------------- | -- | -- | ---- | ---- | ----- | ----- | ---- | -- |
| z – Milwaukee Bucks     | 58 | 24 | .707 | 0,0  | 32–9  | 26–15 | 11–5 | 82 |
| x – Cleveland Cavaliers | 51 | 31 | .622 | 7,0  | 31–10 | 20–21 | 13–3 | 82 |
| pi – Chicago Bulls      | 40 | 42 | .488 | 18,0 | 22–19 | 18–23 | 7–9  | 82 |
| Indiana Pacers          | 35 | 47 | .427 | 23,0 | 20–21 | 15–26 | 7–9  | 82 |
| Detroit Pistons         | 17 | 65 | .207 | 41,0 | 9–32  | 8–33  | 2–14 | 82 |

### Eastern Conference
| Eastern Conference | Eastern Conference      | Eastern Conference | Eastern Conference | Eastern Conference | Eastern Conference | Eastern Conference |
| #                  | Squadra                 | V                  | S                  | V%                 | PR                 | PG                 |
| ------------------ | ----------------------- | ------------------ | ------------------ | ------------------ | ------------------ | ------------------ |
| 1                  | z – Milwaukee Bucks *   | 58                 | 24                 | .707               | –                  | 82                 |
| 2                  | y – Boston Celtics *    | 57                 | 25                 | .695               | 1,0                | 82                 |
| 3                  | x – Philadelphia 76ers  | 54                 | 28                 | .659               | 4,0                | 82                 |
| 4                  | x – Cleveland Cavaliers | 51                 | 31                 | .622               | 7,0                | 82                 |
| 5                  | x – N.Y. Knicks         | 47                 | 35                 | .573               | 11,0               | 82                 |
| 6                  | x – Brooklyn Nets       | 45                 | 37                 | .549               | 13,0               | 82                 |
|                    |                         |                    |                    |                    |                    |                    |
| 7                  | y – Miami Heat *        | 44                 | 38                 | .537               | 14,0               | 82                 |
| 8                  | x – Atlanta Hawks       | 41                 | 41                 | .500               | 17,0               | 82                 |
| 9                  | pi – Toronto Raptors    | 41                 | 41                 | .500               | 17,0               | 82                 |
| 10                 | pi – Chicago Bulls      | 40                 | 42                 | .488               | 18,0               | 82                 |
|                    |                         |                    |                    |                    |                    |                    |
| 11                 | Indiana Pacers          | 35                 | 47                 | .427               | 23,0               | 82                 |
| 12                 | Wash. Wizards           | 35                 | 47                 | .427               | 23,0               | 82                 |
| 13                 | Orlando Magic           | 34                 | 48                 | .415               | 24,0               | 82                 |
| 14                 | Charlotte Hornets       | 27                 | 55                 | .329               | 31,0               | 82                 |
| 15                 | Detroit Pistons         | 17                 | 65                 | .207               | 41,0               | 82                 |

## Statistiche

### Giocatori
| Giocatore        | R. | PG | PQ | MG   | Rim. | Ass. | Rub. | Sto. | Pun. |
| ---------------- | -- | -- | -- | ---- | ---- | ---- | ---- | ---- | ---- |
| Tony Bradley     | C  | 9  | 0  | 25   | 10   | 1    | 1    | 0    | 12   |
| Alex Caruso      | PG | 34 | 13 | 819  | 92   | 116  | 53   | 22   | 178  |
| DeMar DeRozan    | GA | 38 | 37 | 1378 | 196  | 185  | 39   | 18   | 1009 |
| Ayo Dosunmu      | P  | 36 | 28 | 983  | 119  | 97   | 29   | 13   | 357  |
| Goran Dragić     | PG | 35 | 0  | 591  | 53   | 101  | 7    | 4    | 271  |
| Andre Drummond   | C  | 30 | 0  | 417  | 210  | 22   | 20   | 11   | 187  |
| Javonte Green    | GA | 28 | 1  | 449  | 82   | 23   | 22   | 20   | 164  |
| Malcolm Hill     | AP | 3  | 0  | 1    | 1    | 0    | 0    | 0    | 0    |
| Derrick Jones    | AP | 27 | 0  | 380  | 66   | 15   | 14   | 18   | 151  |
| Zach LaVine      | G  | 34 | 33 | 1194 | 147  | 145  | 34   | 4    | 763  |
| Marko Simonovic  | C  | 1  | 0  | 2    | 0    | 0    | 0    | 0    | 0    |
| Dalen Terry      | G  | 14 | 0  | 52   | 4    | 7    | 1    | 2    | 12   |
| Nikola Vučević   | C  | 38 | 37 | 1260 | 400  | 110  | 24   | 33   | 638  |
| Coby White       | P  | 30 | 0  | 603  | 69   | 53   | 22   | 4    | 236  |
| Patrick Williams | AP | 38 | 36 | 1090 | 156  | 50   | 25   | 34   | 372  |

‡ Rilasciato a stagione in corso
† Scambiato a stagione in corso
≠ Acquisito a stagione in corso

### Squadra
| Squadra       | Tiri dal campo | Tiri dal campo | Tiri dal campo | Tiri da 2 | Tiri da 2 | Tiri da 2 | Tiri da 3 | Tiri da 3 | Tiri da 3 | Tiri liberi | Tiri liberi | Tiri liberi | Rimbalzi | Rimbalzi | Rimbalzi | Ass. | Rub. | Sto. | Per. | Fal. | Pun. |
| Squadra       | R              | T              | %              | R         | T         | %         | R         | T         | %         | R           | T           | %           | O        | D        | T        | Ass. | Rub. | Sto. | Per. | Fal. | Pun. |
| ------------- | -------------- | -------------- | -------------- | --------- | --------- | --------- | --------- | --------- | --------- | ----------- | ----------- | ----------- | -------- | -------- | -------- | ---- | ---- | ---- | ---- | ---- | ---- |
| Chicago Bulls | 1617           | 3323           | 48,7%          | 1218      | 2239      | 54,4%     | 399       | 1084      | 36,8%     | 717         | 871         | 82,3%       | 327      | 1278     | 1605     | 925  | 291  | 183  | 533  | 760  | 4350 |
| Avversari     | 1593           | 3336           | 47,8%          | 1074      | 1942      | 55,3%     | 519       | 1394      | 37,2%     | 684         | 888         | 77,0%       | 364      | 1296     | 1660     | 996  | 250  | 201  | 583  | 733  | 4389 |

Fonte: Basketball Reference